# Gian Marchet Colani

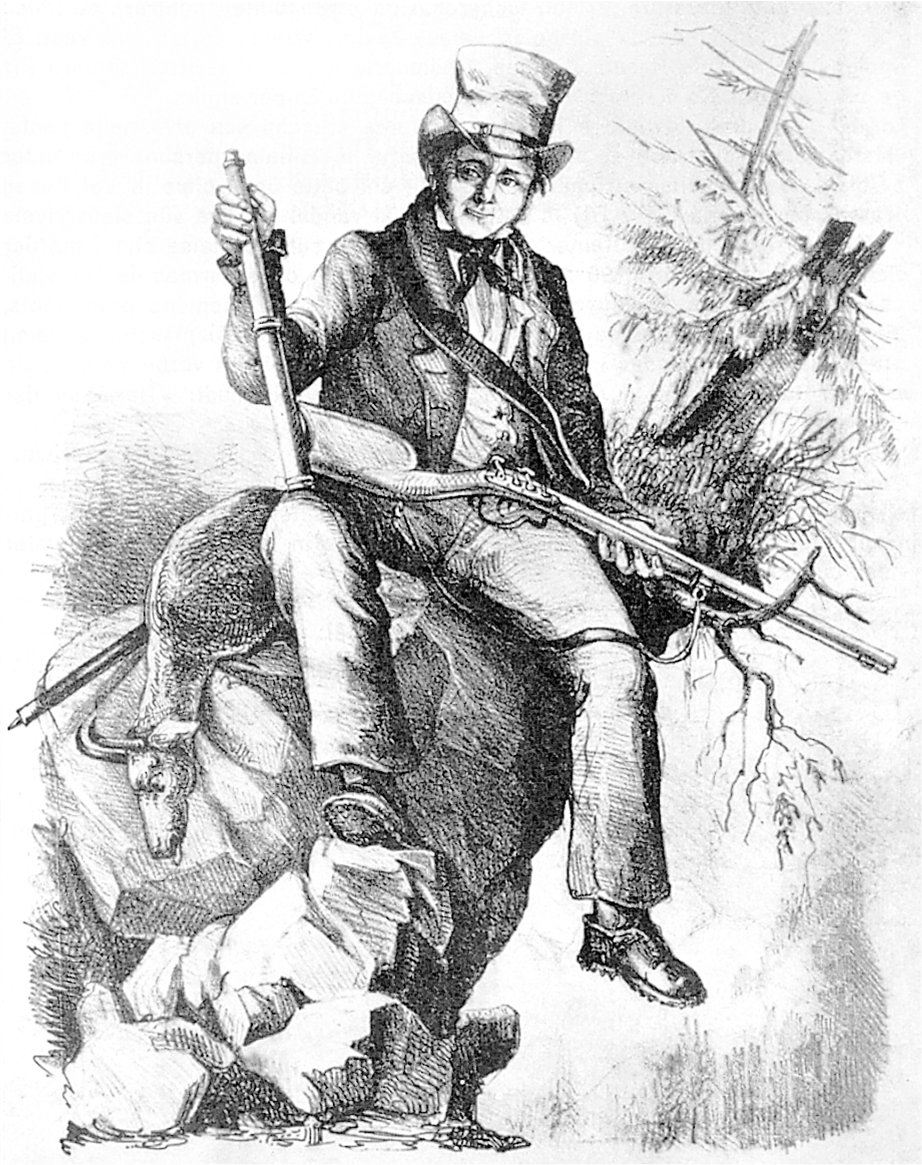
Gian Marchet Colani

Gian Marchet Colani (* 19. Mai 1772 in Chamues-ch; † 17. August 1837 in Pontresina) war ein Bündner Jäger, Bergsteiger und Büchsenmacher und eine der sagenumwobensten Gestalten des Oberengadins zu seiner Zeit.

## Leben
Als Sohn des Möbelschreiners Jan Colani und der Anna Lony (ursprünglich rätoromanisch im Dialekt Puter Culaun und Lum, später italienisiert) wuchs Gian Marchet im Bauerndorf Chamues-ch auf.
Frühzeitig begleitete der Junge den Vater auf die Jagd, wobei er als 14-Jähriger bereits 60 Gämsen erlegt haben soll.
Am 18. Juli 1794 ehelichte Gain Marchet Colani Margretta Ambass aus Bever und siedelte in das Heimatdorf seiner drei Jahre älteren Frau über.
Am 27. Januar 1797 gebar sie ihm die Tochter Anna und am 8. Juli 1798 den Sohn Giöry.
Schwierigkeiten in der Ehe liessen Gian Marchet nach Frankreich ausreisen. Dort wollte er wie viele Engadiner seiner Zeit in einer Confiserie eine Lehre als Pâtissier absolvieren.
Doch beschäftigte er sich lieber mit der Büchsenmacherkunst und wurde obendrein von Heimweh geplagt, so dass er seine Lehre schliesslich abbrach und ins Engadin zurückkehrte. Seine Ehe war zerrüttet und wurde nach neun Jahren geschieden.
Geld verdiente Gian Marchet nun als Schlosser. 1803 ging Gian Marchet nach Pontresina. Dort heiratete er seine zweite Frau Maria Branger aus Davos. Fünf Kinder erwuchsen dieser Ehe, die als glücklich galt. Mit seiner Frau zusammen betätigte sich Colani neben seiner Arbeit als Schlosser auch als Gastwirt in Pontresina.
1837 ging Colani mit einem Mäher aus Tirol eine Wette ein, die seine Kondition mit dem Umgang mit der Sense betraf. Die Wette gewann er, doch wurde er als Folge der Anstrengung krank und starb nicht wunschgemäss in seinen Bergen, sondern in seinem Pontresiner Zuhause im Bett.

## Ruhm und Gerücht

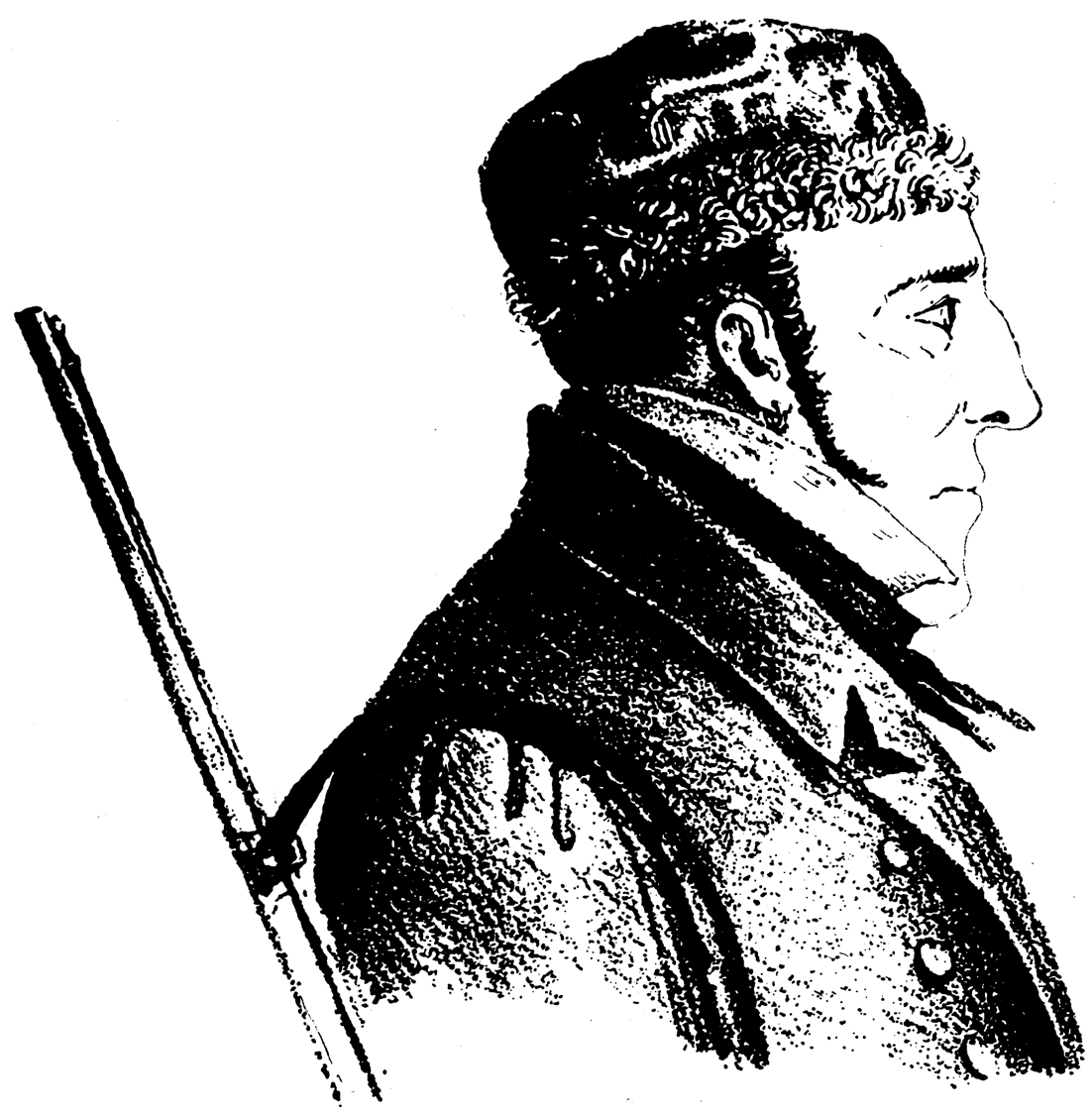
Zeitgenössisches Porträt

Zwei Bären, zwei Wölfe und über 2700 Gämsen, davon eines Tages sogar zehn an der Zahl, soll Colani im Laufe seines Lebens geschossen haben. Dabei kam ihm eine von ihm selbst entwickelte neue Technik am Abzug zugute, die es ihm erlaubte, in kürzestem Abstand zwei Schüsse nacheinander abzufeuern.
Im August 1835 bestieg er angeblich als erster Alpinist die Ostflanke des Piz Palü zusammen mit Oswald Heer.
Aufgrund eines Zeitungsartikels im "Stuttgarter Morgenblatt" entstand das Gerücht, Colani habe fremde Jäger in seinem Gebiet getötet und deren Leichen beseitigt. Das Gerücht hielt sich zeitlebens, wohl auch genährt durch die Verschwiegenheit Colanis selbst und sein von Zeitgenossen als bisweilen finster und unheimlich empfundenes Wesen.
Belegt ist, dass Colani sich unerwünschte Fremde mit Warnschüssen vom Leib hielt. Gleichzeitig ist aber auch verbürgt, dass er unter Einsatz des eigenen Lebens zahlreiche Menschen gerettet hat, die von Lawinen verschüttet worden waren.

## Literarische Verarbeitung
Colani diente als Vorbild für die Figur des Markus Paltram in Jakob Christoph Heers im Jahr 1900 erschienenen Roman Der König der Bernina.